# Керамбіт
Керамбіт (також Karambit Minang, Karambit Minang Harimau, Karambit Taji) — ніж з вигнутим клинком і заточенням, як правило, з внутрішньої сторони та обов'язковим кільцем, що закінчує руків'я. Ніж утримують зворотним хватом, протягнувши вказівний або великий (в одному з варіантів хвату — середній) палець в кільце. Лезо і вістря клинка орієнтовані від себе для зручного хвату та захисту долоні від пошкоджень.

## Походження
Батьківщиною керамбіта вважаються острови Малайського архіпелагу. Деякі дослідники географічно локалізують місце походження цього ножа на острові Суматра. Народ мінангкбау, що населяв  Західну Суматру, використовував ножі з вигнутою формою у своїх війнах з іншими остров'янами, форма якого була натхненна кігтями тигра. 
Найбільш стародавнє зображення керамбіта датується XIV ст. На статуї цього періоду цар народу мінангкбау, що зображає бога Бхайрава (Бхайрава (санскр. भैरव) — «жахливий» — один з аватарів бога Шиви, найбільш лютий і кровожерливий), тримає в руках ніж керамбіт класичної зігнутої форми.
Перша версія свідчить, що керамбіт — це похідне від сільськогосподарського інструмента малайзійців. За цією версією в основі будови керамбіта лежить сільськогосподарський серп для збирання рису. На користь цієї версії можна провести паралель між керамбітом і японським бойовим серпом Кама.
За іншою гіпотезою, керамбіт спочатку застосовувався в популярних на малайзійському архіпелазі півнячих боях. Для додання цьому видовищу більшої динаміки та драйву, до лап птахів прив'язували невеликі вигнуті ножики, які за формою нагадують півнячі шпори. Звідси два варіанти перекладу слова керамбіт — Karambit Lawi Ayam (півняча шпора або шпора курчати) і Karambit Bulu Ayam (перо з півнячого хвоста).

## Особливості
Руків'я, зазвичай, виготовляється з твердої деревини і кріпиться до клинка за допомогою мідної заклепки. Піхви (якщо є) виготовляються з дерева чи шкіри, а іноді із пластику. Дана форма керамбіту є найбільш поширеною, проте існує багато різновидів конструкції, зокрема, варіанти з двома лезами або без кільця під палець. Існують також збільшені варіанти керамбіту з мечем від 20 до 30 сантиметрів, що носять назви бладау та куку макан і використовуються, на відміну від керамбіту, не головним прямим, а зворотним хватом.
Безумовно, керамбіт — один з найцікавіших ножів для ближнього бою з декількох причин:
1) Керамбіт — ідеальна зброя для нанесення розпорюючих порізів.
2) Завдяки руків'ю з кільцем керамбіт фіксується в руці мертвим хватом. Вибити його, практично, неможливо, навіть з мокрої долоні.
3) Через анатомію людської руки, керамбіт, утримуваний зворотним хватом, не помітний в долоні і може залишатися таким аж до самого моменту нападу.
4) Керамбіт, затиснутий зворотним хватом, прекрасно лягає в траєкторію як прямих, так і бічних ударів.

P.S.
Кінець ХХ–початок  ХХІ століття можна назвати розквітом інтересу до цього ножа в світі. Після захоплених рецензій в рупорі світової ножової індустрії — журналі Blade — до керамбіта стали придивлятися як індивідуальні майстри ножороби, так і великі виробники ножів.

## В культурі
Ніж став популярним після гри Counter-Strike: Global Offensive, де він є одним із аксесуарів.